# دستینی راجرز

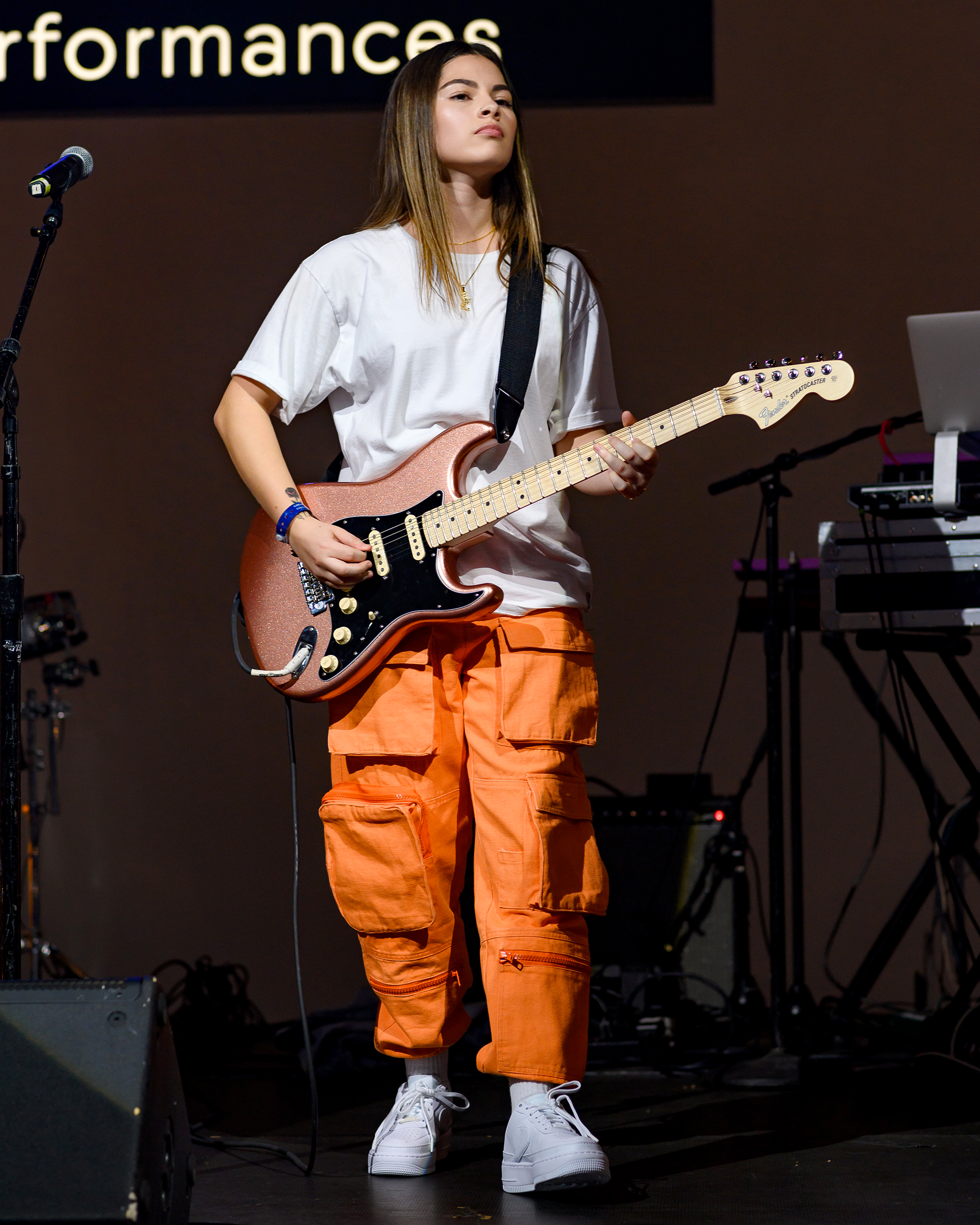

دستینی راجرز (لودی، کالیفرنیا، ایالات متحده، ۱۳ سپتامبر ۱۹۹۹) یک خواننده و ترانه‌سرای آمریکایی-مکزیکی‌تبار است.

## زندگی‌نامه
راجرز در شهر کوچک لودی به همراه خانواده‌اش بزرگ شد. راجرز به زبان اسپانیایی مسلط است و آن را از مادرش آموخته‌است. او نواختن گیتار را در ۱۰ سالگی با تماشای ویدیوهای یوتیوب جاستین بیبر آموخت. او در ژانویه ۲۰۱۹ به دلیل حرفه اش به لس آنجلس نقل مکان کرد.